# اسکای سوئیس
اسکای سوئیس (انگلیسی: Sky Switzerland) یک رسانه سوئیسی است که در شهر نوشاتل واقع شده‌است. این رسانه پلتفرم تلویزیون پولی و ویدئو هنگام درخواست را به شکل نوآورانه از طریق اوترنت ارائه می‌دهد.